# Cucullia linosyridis
Cucullia linosyridis är en fjärilsart som beskrevs av Fuchs 1903. Cucullia linosyridis ingår i släktet Cucullia och familjen nattflyn. Inga underarter finns listade i Catalogue of Life.